# Provinz Blida
Die Provinz Blida (arabisch ولاية البليدة, DMG Wilāyat al-Bulaida, tamazight ⴰⴳⴻⵣⴷⵓ ⵏ ⴱⵍⵉⴷⴰ Agezdu n Blida) ist eine Provinz (wilaya) im nördlichen Algerien.
Die Provinz liegt südwestlich von Algier im Atlasgebirge. Mit einer Fläche von 1102 km² zählt sie flächenmäßig zu den kleinsten Provinzen des Landes.
Mit einer Bevölkerung von rund 802.000 Menschen (Schätzung 2006) ist sie allerdings sehr dicht besiedelt, die Bevölkerungsdichte beträgt 728 Einwohner pro Quadratkilometer.
Hauptstadt der Provinz ist Blida, die nächstgrößte Stadt ist Beni Merad (Bani Marad).